# Граф Джонсона
Граф Джонсона {\displaystyle J(n,k)} — це неорієнтований граф, вершинами якого є {\displaystyle k}-елементні підмножини множини з {\displaystyle n} елементів; дві вершини суміжні, коли вони мають спільну {\displaystyle (k-1)}-елементну множину.
Граф Джонсона та споріднена з ним схема Джонсона названо за ім'ям Селмера Джонсона (1916—1996).

## Спеціальні випадки
- {\displaystyle J(n,1)} — повний граф {\displaystyle K_{n}}.
- {\displaystyle J(4,2)} — октаедральний граф.
- {\displaystyle J(5,2)} — граф, обернений до графу Петерсена[1], тобто реберний граф до графу {\displaystyle K_{5}}. Більш загально, для кожного {\displaystyle n} граф Джонсона {\displaystyle J(n,2)} — це граф, обернений до графу Кнезера {\displaystyle KG(n,2)}